# 大分社会保険事務局
大分社会保険事務局（おおいたしゃかいほけんじむきょく）は、大分県大分市にあった社会保険庁の地方支分部局で、大分県を管轄していた。

## 管内社会保険事務所等
- 大分社会保険事務局大分社会保険事務室（大分社会保険事務所）
- 日田社会保険事務所（大分社会保険事務局日田事務所）
- 別府社会保険事務所
- 佐伯社会保険事務所